# Station Padborg
Station Padborg is een station in Padborg in de Deense gemeente Aabenraa. Het is het eindstation van de lijn Fredericia - Padborg en de lijn vanaf Flensburg. In het verleden liep er ook nog een lijn naar Tørsbøl.